# Swartzia macrophylla
Espèce
Statut de conservation UICN

 LC  : Préoccupation mineure
Swartzia macrophylla est une espèce de plantes à fleurs de la famille des Fabaceae.

## Publication originale
- Linnaea 11: 172. 1837.